# Т. Алиев (посёлок)
Т. Алиев (узб. T.Aliyev / Т.Алиев) — посёлок городского типа, расположенный на территории Асакинского района Андижанской области Республики Узбекистан.

Статус посёлка городского типа с 2009 года.